# Лисицина, Мария (писательница)
Мария Лисицина (в ряде источников, например в «ЭСБЕ», описывается как Мария Лисицына) — русская писательница, переводчица

 и поэтесса первой половины XIX века.
Об её детстве и отрочестве информации практически не сохранилось, да и прочие биографические сведения о ней очень скудны и отрывочны; известно лишь, что Лисицина была одной из самых деятельных сотрудниц «Дамского журнала» под редакцией П. И. Шаликова, где в 1827—1828 гг. поместила ряд сентиментальных стихотворений, как-то: «Моя отрада» («Дамский журнал», 1827 г., ч. 20); «Романс» («Дамский журнал»), «К N. N.» («Дамский журнал»), «К неверной» («Дамский журнал») и другие произведения. 
В 1829 году «Элегия» Марии Лисициной была помещена в журнале «Русский зритель» (часть 4). Помимо этого Лисицына самостоятельно издала в Москве сборник «Стихи и проза 1826—1829 гг.» (1829) и сентиментальную повесть «Эмилий Лихтенберг», выдержавшую два издания (М. 1828 г. и 1835 г.).